# Jahrbuch des Römisch-Germanischen Zentralmuseums Mainz
Das Jahrbuch des Römisch-Germanischen Zentralmuseums Mainz (kurz Jahrbuch des RGZM) ist eine archäologische Fachzeitschrift, die vom Römisch-Germanischen Zentralmuseum in Mainz (RGZM) herausgegeben wird. 
Das Jahrbuch des RGZM erscheint seit 1954. Es erscheint jährlich, wobei es in den letzten Jahren drei Bände umfasst. Der Band 59, 2012, erschien mit Heft 1 im Jahr 2014. Seit April 2014 ist das Jahrbuch erstmals zeitgleich mit der Printausgabe im Open Access über die UB Heidelberg online verfügbar. Zunehmend werden dort die älteren Bände eingestellt.
Aufgenommen werden umfangreichere Beiträge zu den Forschungsschwerpunkten des RGZM von Mitarbeitern und auswärtigen Wissenschaftlern. Es enthält außerdem den Jahresbericht über die Tätigkeit des RGZM.
Der thematische Schwerpunkt reicht dabei von der Urgeschichte bis ins Mittelalter. Die von der Römisch-Germanischen Kommission vorgeschlagene Abkürzung lautet „Jahrb. RGZM“.